# Abraham ibn Daud
Abraham ibn Daud, auch (Ibrahim) Ibn Dawud bzw. Ibn Dāwūd (* um 1110 in Córdoba; † 1180 in Toledo; hebräisch אברהם אבן דאוד; arabisch إبراهيم بن داود, DMG Ibrāhīm b. Dāwūd), auch bekannt unter dem Akronym Rabad (I.), hebräisch ראב"ד, und „europäisiert“ als Avendauth (auch Avendehut usw.), war ein spanischer sephardischer Chronist, jüdischer Philosoph und Astronom sowie Märtyrer und der erste jüdische Aristoteliker noch vor Maimonides.

## Leben und Werk
Abraham ibn Daud oder Avraham ibn Dawd ha-Levi (bzw. Abraham ben David ha-Levi) war ein sephardischer Astronom, Mathematiker und Philosoph. Er wurde im spanischen Córdoba um 1110 geboren und war der Enkelsohn von Isaac ben Baruch Albalia (1035–1094), dem Nasi (Oberhaupt der jüdischen Gemeinde) von Sevilla und Hofastronom unter Muḥammad al-Muʿtamid bin ʿAbbād. Abraham ibn Daud wuchs bei seinem Onkel mütterlicherseits, Baruch ben Isaac Albalia, in Granada auf. Baruch ben Isaac Albalia unterrichtete seinen Neffen in der Halacha, in Philosophie und Astronomie. Sowohl das Neue Testament als auch der Koran waren ihm vertraut. Gemeinsam mit Dominicus Gundissalinus, dem führenden Vertreter der Übersetzerschule von Toledo, übersetzte er arabische Werke aus Wissenschaft und Philosophie ins Lateinische. In den Jahren 1160/61 schrieb er Sefer ha-Kabbala (Buch der Überlieferung) gemeinsam mit den Büchern Divre malke Jisra'el be-Bajjit scheni (Chronik israelitischer Könige) und Sikhron divre Romi (Chronik Roms). Im Laufe der almohadischen Eroberung Spaniens floh er ins christliche Kastilien und ließ sich in Toledo nieder, wo er bis zu seinem Tod als Märtyrer im Jahre 1180 lebte.
Die Chronik Sefer ha-Kabbala fasst die Geschichte Israels zusammen und belegt die ununterbrochene und sukzessive Reihe der Träger der jüdischen Überlieferung bis in die Zeit des Autors (1146). Er führte den Beweis, dass die Kette der jüdischen Tradition nicht unterbrochen worden war. Im Buch Sikhron divre Romi gelangt er zu der Auffassung, dass Konstantin das Neue Testament gefälscht habe. Im Buch Al-aqida al-Rafi'a versucht er eine vollkommene Harmonisierung zwischen Glauben und Wissen zu erreichen, wobei es sich hier um ein jüdisch-philosophisches Werk handelt, das durch den Einfluss von Aristoteles gekennzeichnet war, den er über Avicenna, von dem er fast vollkommen abhängig ist und den er auch teilweise übersetzt hat, rezipiert hat. 
In seiner Chronik Sefer ha-Kabbala kritisiert er die Karäer und verteidigt das rabbinische Judentum. Auch die Chasaren seien nicht den Karäern, sondern dem rabbinischen Judentum gefolgt. Ibn Daud beschreibt auch den Briefwechsel zwischen dem König der Chasaren, König Josef, und Hasdai ibn Schaprut und berichtet, dass Gelehrte aus dem Chasarenreich im 11. Jahrhundert nach Toledo gekommen seien.

## Ausgaben und Übersetzungen
- G.D. Cohen (Hg.): Sefer Ha-Qabbala: The Book of Tradition by Abraham Ibn Daud. Philadelphia 1967.